# 聖伊格納西奧縣

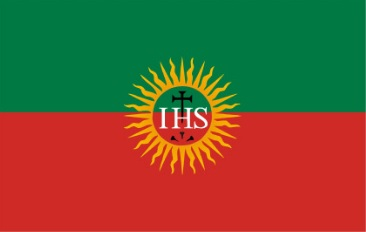

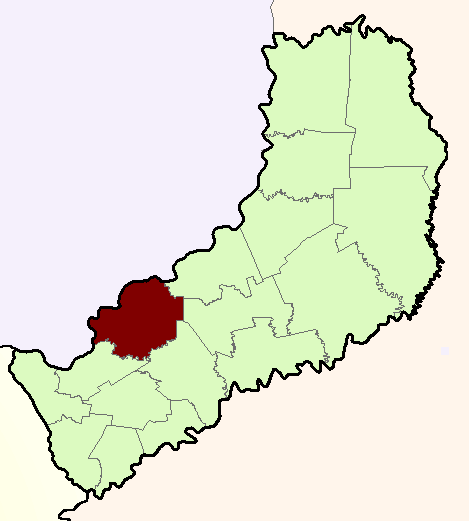

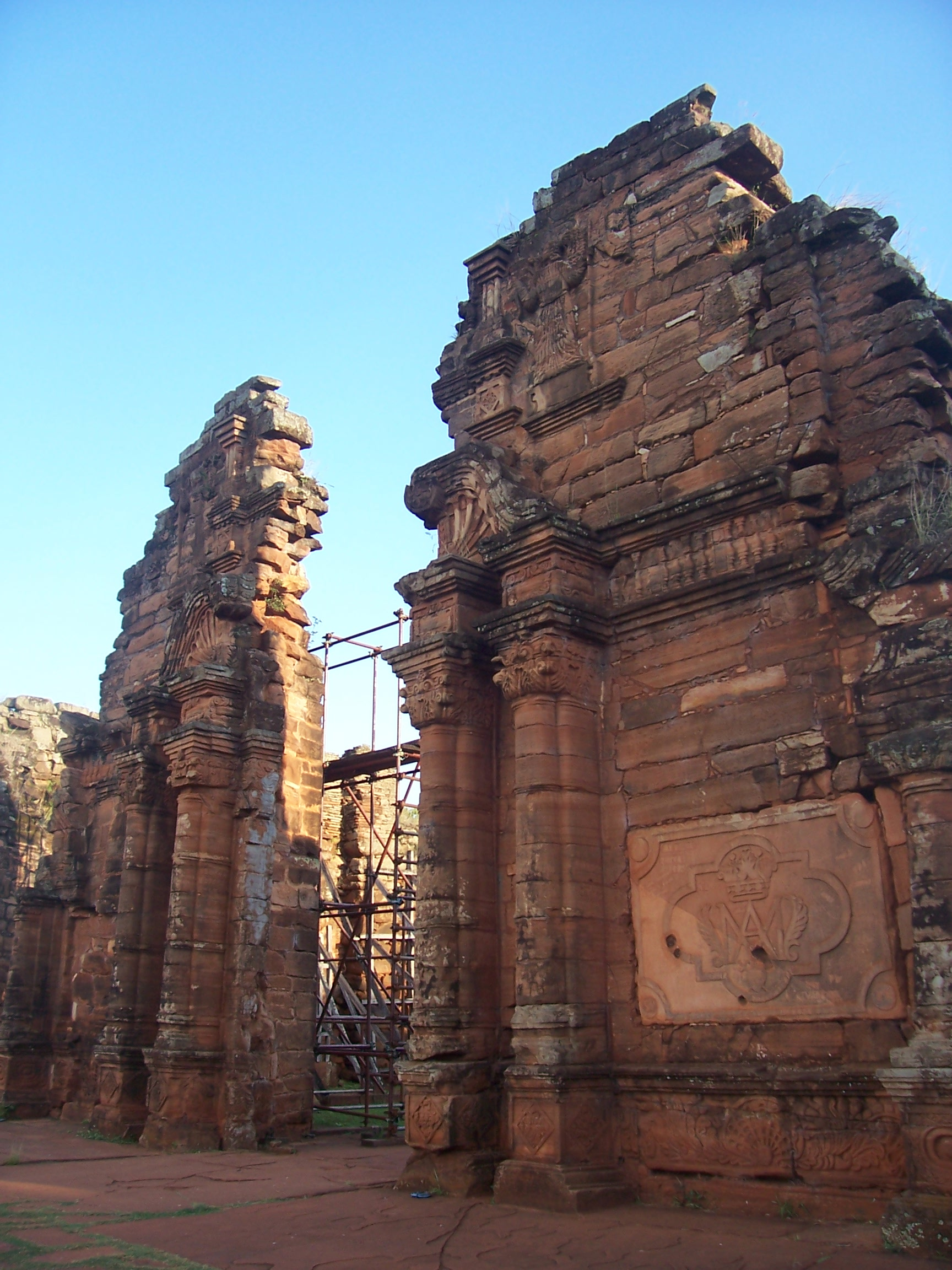

27°15′31″S 55°32′21″W / 27.25861°S 55.53917°W
聖伊格納西奧縣（西班牙語：Departamento San Ignacio），是阿根廷的縣份，位於該國東北部米西奧內斯省，首府設於聖伊格納西奧，面積1,607平方公里，2010年人口57,728，人口密度每平方公里35.92人。